# Thomas Jefferson Hudson

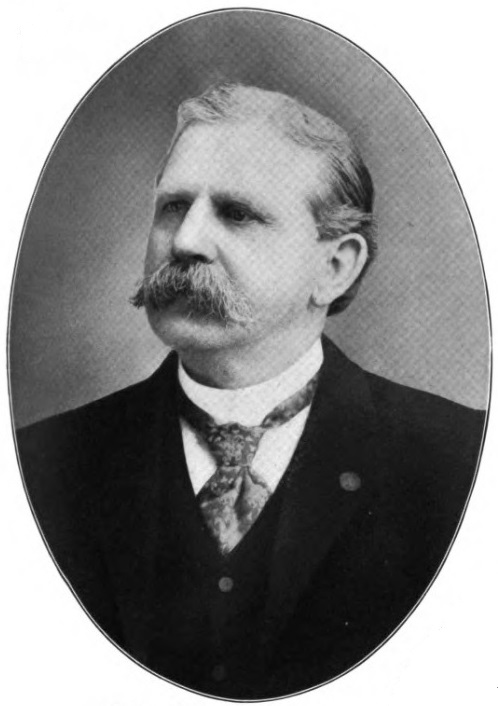
Thomas Jefferson Hudson am 1. Januar 1912

Thomas Jefferson Hudson (* 30. Oktober 1839 bei Jamestown, Boone County, Indiana; † 4. Januar 1923 in Wichita, Kansas) war ein US-amerikanischer Politiker. Zwischen 1893 und 1895 vertrat er den dritten Wahlbezirk des Bundesstaates Kansas im US-Repräsentantenhaus.

## Werdegang
Thomas Hudson besuchte die Lebanon Academy in Indiana und das Wabash College in Crawfordsville. Im Jahr 1854 zog er nach Nordaway in Missouri und 1866 nach Kansas, wo er sich in Coyville im Wilson County niederließ. Dort unterrichtete er an einer Grundschule. Nach einem Jurastudium und seiner im Jahr 1869 erfolgten Zulassung als Rechtsanwalt zog er nach Fredonia (Kansas), wo er in seinem neuen Beruf arbeitete. In Fredonia war er auch Mitglied und Kämmerer des Schulausschusses.
Hudson war Mitglied der Demokratischen Partei. Im Jahr 1870 wurde er in das Repräsentantenhaus von Kansas gewählt. Ein Jahr später war er Bürgermeister von Fredonia. Ebenfalls im Jahr 1871 war er an der Gründung der Wilson County Bank beteiligt. Zwischen 1884 und 1886 war er Bezirksstaatsanwalt im Wilson County. In den Jahren 1884, 1888 und 1896 war er Delegierter zu den jeweiligen Democratic National Conventions. Anfang der 1890er Jahre war er Mitglied der kurzlebigen Populist Party, die später wieder in der Demokratischen Partei aufging.
1892 wurde Hudson als Kandidat der Populist Party im dritten Distrikt von Kansas in das US-Repräsentantenhaus in Washington, D.C. gewählt, wo er am 4. März 1893 die Nachfolge von Benjamin H. Clover antrat. Da er im Jahr 1894 auf eine weitere Kandidatur verzichtete, konnte er bis zum 3. März 1895 nur eine Legislaturperiode im Kongress absolvieren. Nach seiner Zeit im Repräsentantenhaus praktizierte Hudson als Anwalt in Fredonia. In den Jahren 1897 und 1898 war er Leiter des State College of Agriculture, der staatlichen Landwirtschaftsschule von Kansas. Er starb am 4. Januar 1923 in Wichita und wurde in Fredonia beigesetzt.